# Gällivare fria demokrater
Gällivare fria demokrater var ett lokalt politiskt parti som var registrerat för val till kommunfullmäktige i Gällivare kommun. Mellan 1985 och 1998 var partiet representerat i Gällivare kommunfullmäktige.